# Кончинка (приток Ужени)
Кончинка — река в Тверской области России.
Протекает по территории Максатихинского и Бежецкого районов. Исток находится у деревни Кончинка Максатихинского района, впадает в реку Ужень в 15 км от её устья по правому берегу. Длина реки составляет 10 км.

## Данные водного реестра
По данным государственного водного реестра России относится к Верхневолжскому бассейновому округу, водохозяйственный участок реки — Молога от истока и до устья, речной подбассейн реки — Реки бассейна Рыбинского водохранилища. Речной бассейн реки — (Верхняя) Волга до Куйбышевского водохранилища (без бассейна Оки).
Код объекта в государственном водном реестре — 08010200112110000005507.